# St.-Petri-Kirche (Sieverstedt)

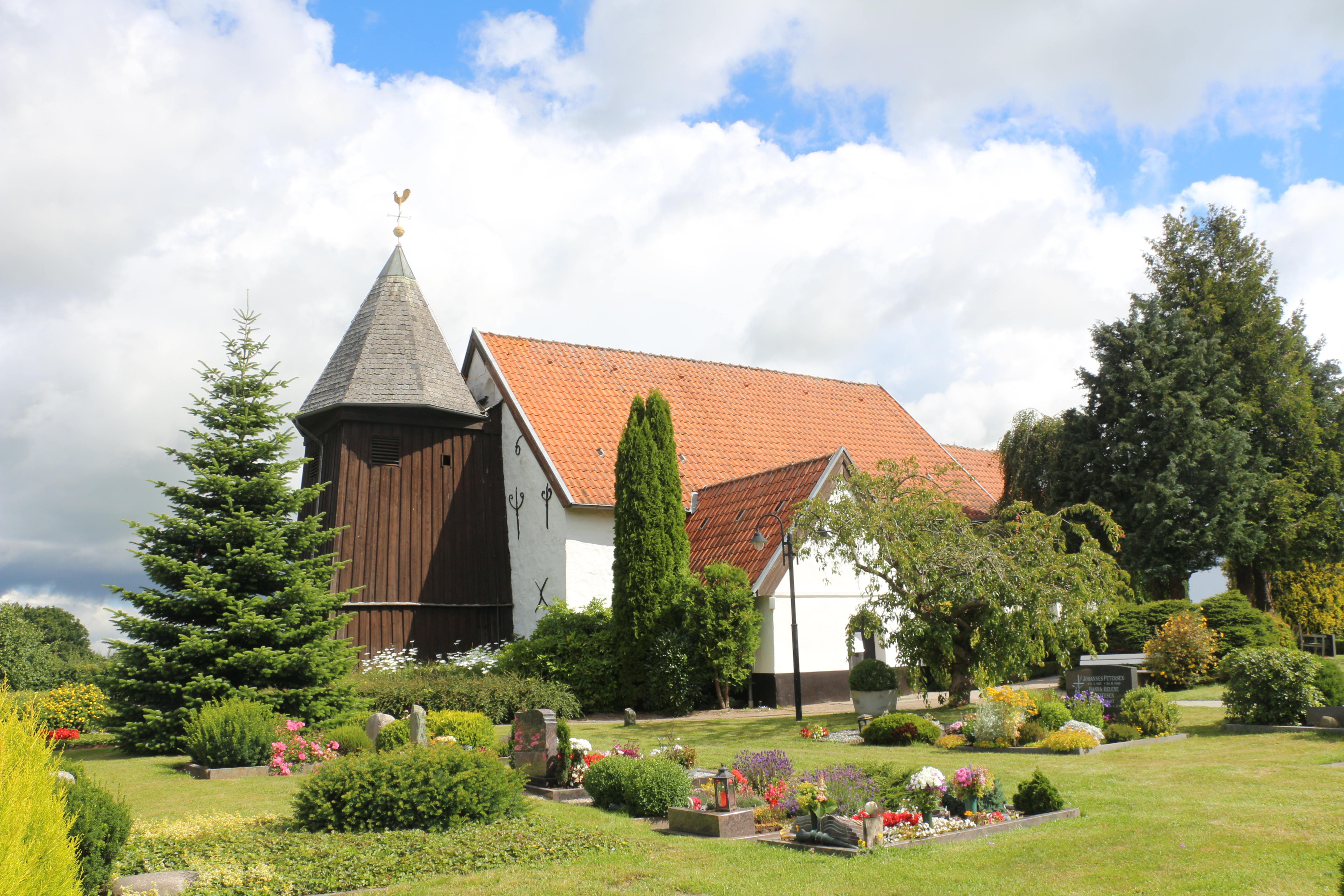
Blick auf die Kirche von Südwest

Die St.-Petri-Kirche ist eine romanische Feldsteinkirche im Ortsteil Stenderup der Gemeinde Sieverstedt. Sie gehört zur Kirchengemeinde Sieverstedt im Kirchenkreis Schleswig-Flensburg in der Evangelisch-Lutherischen Kirche in Norddeutschland.

## Geschichte
Die St.-Petri-Kirche wurde im 12. Jahrhundert in Stenthorp auf einem Hügel am Kreuzungspunkt des Ochsenwegs und eines Hauptwegs von West nach Ost errichtet. Es wird angenommen, dass es im Gebiet des Kirchspiels einen früheren Kirchbau aus Holz gab, möglicherweise auf dem Grönshoy (dänisch für Grüner Hügel). Bereits um 1180 erhielt die dem Apostel Petrus geweihte Kirche mit einer „capella mariae virginis“, der baulich sehr ähnlichen St.-Marienkirche in Havetoft, eine Filiale, mit der sie sich bis 1463 den Geistlichen teilte.
Ursprünglich bestand die kleine Kirche nur aus einem Schiff mit Frauen- (Nord) und Männereingang (Süd) und dem etwas schief angefügten eingezogenen Kastenchor, ähnlich wie die meisten anderen romanischen Kirchen in Angeln. Im Schiff an Nord- und Südseite befanden sich je zwei kleine, hochliegende Fenster. Im Chor gab es je ein kleines Fenster in jeder Richtung. Schiff und Chor waren von einer flachen Balkendecke überspannt.

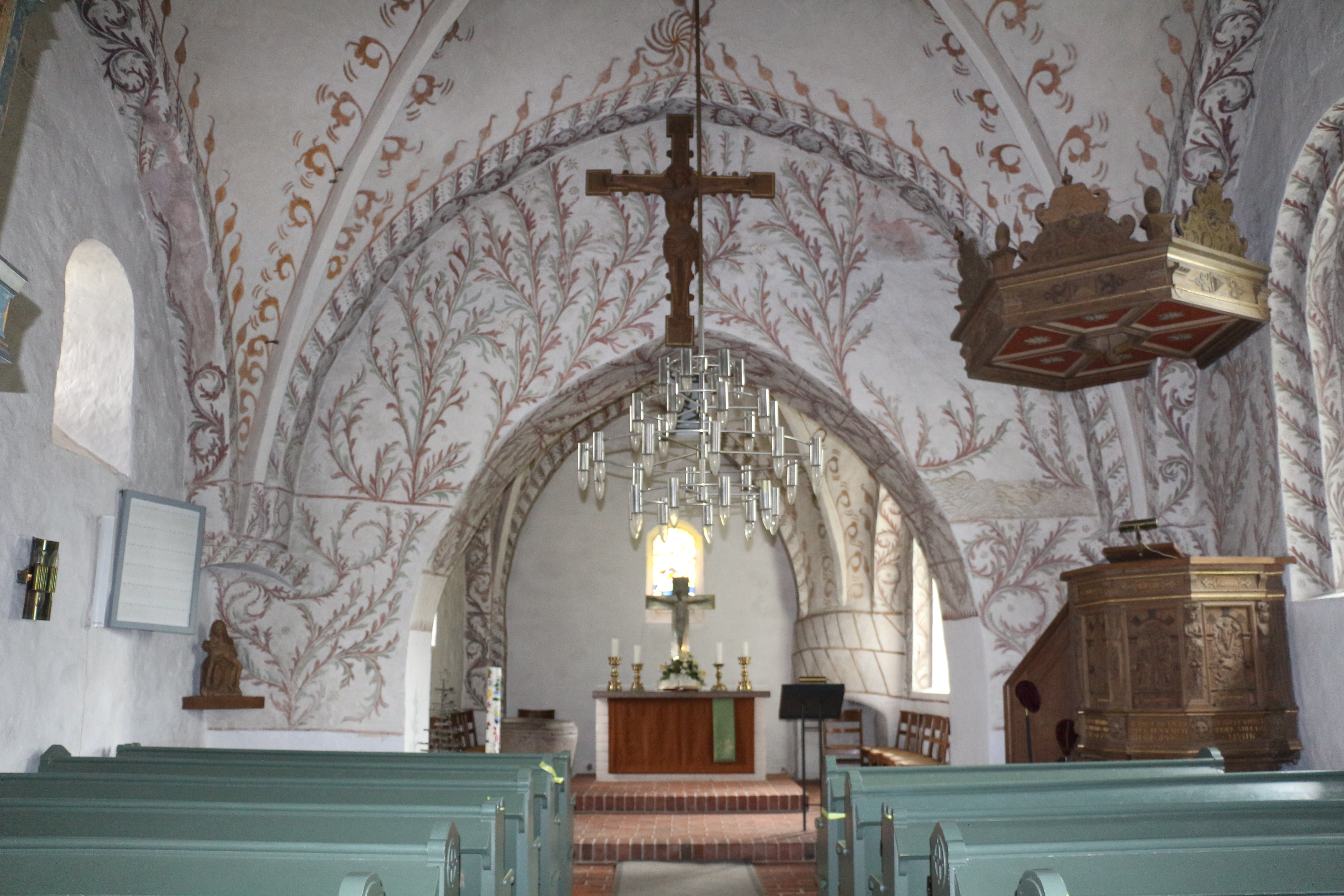
Innenraum der St.-Petri-Kirche

Mitte des 14. Jahrhunderts wurden Schiff und Chor mit Gewölben ausgestattet und dabei der Chorbogen etwas erweitert und mit einem gotischen Spitzbogen versehen. Das Dach wurde mit Holzschindeln eingedeckt. Die Fenster an der West- und in der Nordwand wurden dabei vermauert, in der Südwand wurden zwei neue, große Fenster eingebaut. Die Bögen an der Ostwand des Schiffes enden in Höhe des Chorbogens, wo sich in vorreformatorischer Zeit vermutlich Seitenaltäre befanden. In der Südostecke des Chores schließen die Bögen an einen Kamin an, ein ungewöhnlicher Luxus im Mittelalter. Im Schiff wurde eine Wendeltreppe eingebaut. Die erste Ausmalung der Gewölbe, von der sich noch der Rest einer Figur am nördlichen Pfeiler im Kirchenschiff erhalten hat, wurde einige Zeit später übermalt. Auch diese spätgotische Malerei, hauptsächlich Rankenwerk, wurde immer wieder überkalkt.
Im Spätmittelalter wurde das Vorhaus vor dem Südportal ergänzt. Der heutige hölzerne Glockenturm, der sich an die Westwand der Kirche anlehnt, stammt aus dem 17. Jahrhundert. Sein Satteldach wurde 1859 durch einen Achteckhelm ersetzt. Dadurch bekam das Glockenhaus mehr „Turmcharakter“.
Ca. 1864–1885 wurde in der Amtszeit von Pastor Matzen die erste Kirchenheizung in Form von zwei „Kopenhagener Öfen“ installiert. Am 30. August 1914 wurde das neue Gestühl, das aufgrund der neuen Heizung benötigt wurde, eingeweiht. Am 4. Februar 1906 kam nach einem Defekt in der Heizung die alte Malerei wieder zum Vorschein. Dem Zeitgeschmack entsprechend wurde sie 1913 von Dekorationsmaler Both in kräftigen Farben „rekonstruiert“.
Bei der großen Renovierung 1961 wurde diese Übermalung entfernt und die Originalmalerei mit modernen Methoden konserviert. Darunter sind Überreste noch älterer Malerei entdeckt worden, die nicht mehr so gut zu deuten sind. Der alte Hochaltar wurde durch einen neuen Altar mit Natursteinplatte und Messingkreuz ersetzt, der etwas erhöht steht. Die kleinen Fenster an Nord- und Ostseite wurden wieder geöffnet und ein gespendetes farbiges Fenster eingesetzt. Dabei wurde auch der mittelalterliche Kamin südlich vom Altar wiedergefunden. Die Kanzel wurde versetzt, die Nordempore verkürzt und die Westempore nach dem Vorbild der Havetofter Kirche symmetrisch umgebaut. Der Taufstein, der vorher in der Vorhalle stand, wurde in die Kirche geholt. Grabsteine aus grauem Sandstein aus dem 18. Jahrhundert, die sich über den Grüften in der Kirche befunden hatten, sind in der Vorhalle. 1992 fand die letzte Renovierung der Kirche statt, bei der der Klimaausgleich verbessert wurde und die Malerei neu konserviert.

## Ausstattung
Ältestes Stück ist der schlichte Taufstein, der möglicherweise sogar älter ist als die Kirche. Er stand bis 1961 in der Vorhalle und befindet sich jetzt mit seinem ursprünglichen Sockel, der zwischenzeitlich im Pastoratsgarten gelagert war, im Chorraum.
Das Kruzifix über dem Chorbogen wird auf etwa 1430 bis 1450 datiert. Die Reste einer ursprünglichen Bemalung wurden 1961 durch Carl Fey entfernt. Etwas jünger, vom Ende des 15. Jahrhunderts, ist ein Vesperbild, das heute nördlich vom Chorbogen unter einem Bogen aufgestellt ist, unter dem sich früher wohl ein Seitenaltar befand.

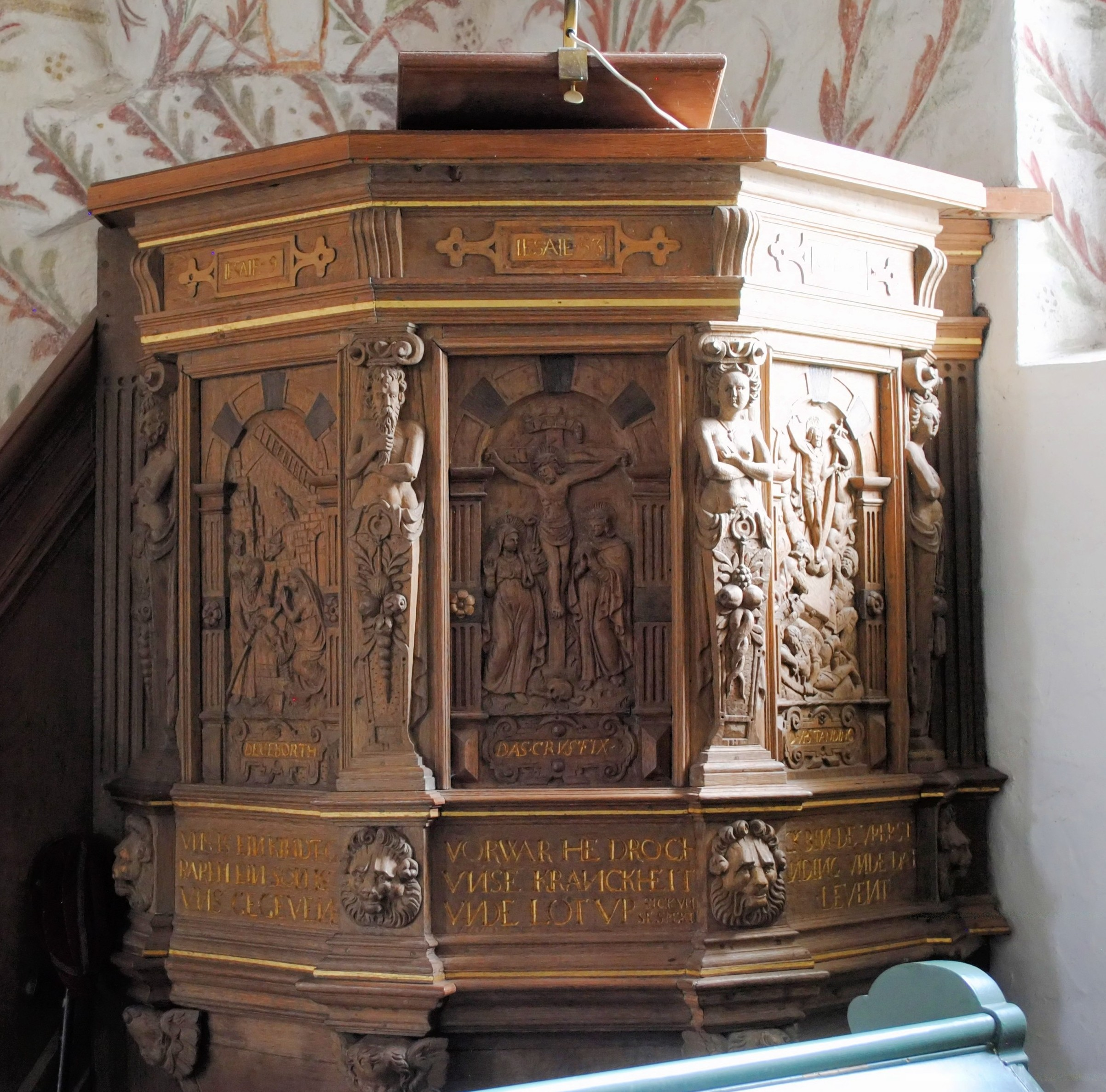
Kanzelkorb mit Schnitzreliefs und Hermenpilastern

Die Kanzel von etwa 1620 ist eine Arbeit im Renaissancestil. Die drei Felder stellen, jeweils mit Bibelstellen in niederdeutscher Sprache erläutert, Jesu Geburt (Jes 9,5 ), Kreuzigung (Jes 53,4 ) und Auferstehung (Joh 11,25 ) dar. Die Ecken sind mit Hermenpilastern versehen. Und diese Hermen zeigen eine besondere Auffälligkeit. Die sonst so betonte Sachlichkeit in der Darstellung der Männlichkeit und der Weiblichkeit in Verbindung einer Innigkeit mit der Auftrag der Kanzel, wird hier gebrochen. Zwei männliche Hermenfiguren zeigen zum einen eine gängige Darstellung, während die andere männliche Figur den Blick nach links zu der weiblichen Figur richtet. Der Griff an seinen langen Bart, den er sehr fest nach unten zu ziehen scheint, ist hier sehr ungewöhnlich. Die weiblichen Hermenfiguren auf der rechten Seite scheinen ihren Blick ebenfalls auf die männliche Figur zu richten. Ihre Arme sind dabei so verschränkt, dass ihre linke Hand ihre bloße Brust voll umfasst. Somit scheint hier eine Handlung angedeutet zu sein, die über dem reinen Dekor der Hermenpilaster hinausgeht. Der Schalldeckel ist sechseckig. In der Mitte hängt eine Taube als Symbol des Heiligen Geistes.
Die Empore wurde in der zweiten Hälfte des 17. Jahrhunderts eingezogen und 1961 zu ihrer heutigen asymmetrischen Form umgebaut. Neun der heute noch erhaltenen zwölf Brüstungsfelder sind bemalt mit den Evangelisten, symbolisiert durch den Adler (Johannes), Ochsen (Lukas), Löwen (Markus), Menschen mit Flügeln (Matthäus), Christus und vier Aposteln.
Ein klassizistischer Altar mit zwei Ölgemälden, von denen das Hauptbild die Auferstehung Christi und das Bild in der Predella das letzte Abendmahl Christi darstellten, mit der dazugehörenden Altarschranke aus dem 18. Jahrhundert wurde 1961 entfernt und durch einen schlichten Tischaltar mit Natursteinplatte und Messingkreuz ersetzt.
1835 wurde die erste Orgel in der Kirche eingebaut. Sie war von schlechter Qualität und wurde am 7. Dezember 1902 von einer neuen Sauer-Orgel abgelöst. 1967 wurde eine gebrauchte, 1962 gebaute Kemper-Orgel erworben, die noch heute im Dienst ist.

## Pastoren
- Heinrich Harries, der Dichter der Urfassung von Heil dir im Siegeskranz, hatte mit Sieverstedt 1790 bis 1795 seine erste Stelle inne. Sieverstedt galt damals als eine besonders schlecht bezahlte Pfarrstelle.
- Der begeisterte Aufklärer Friedrich Marquard Meyer war 1796 bis 1807 Pastor der Gemeinde. Während seiner Zeit gab es Unruhen wegen der von Generalsuperintendent Adler verfassten Kirchenagende.[4]
- Der Heimatforscher Erwin Freytag war – unterbrochen vom Kriegsdienst und Gefangenschaft – von 1940 bis 1953 Pastor in Sieverstedt. Er verfasste mehrere Bücher über die Geschichte des Kirchspiels.

## Sage der Kirche zu Sieverstedt
Innerhalb des Kirchspiels liegt der Poppostein. In dessen Nähe, am Helligbek, taufte Bischof Poppo die ersten Christen der Gegend. Einmal soll ein Fremder gekommen sei, der sein Pferd in den heiligen Bach äppeln ließ, um den Taufort verächtlich zu machen. Sofort erstarrte er und konnte sich erst befreien, nachdem er ein Gelübde getan hatte, eine Kirche zu errichten. Die Sieverstedter Kirche soll die erste Kirche der Umgebung gewesen sein.